# Fernando Briones Carmona
Fernando Briones Carmona (Écija, 30 de abril de 1905-Madrid, 28 de julio de 1988) fue un pintor español. Pasó la mayor parte de su vida en Madrid.

## Biografía

### Infancia y juventud
Desde muy niño demostró una gran inclinación hacia las Bellas Artes, recibiendo clases de dibujo en Écija de los pintores locales.  Hijo de comerciantes, sus padres al comprobar su gran vocación y ver que su único deseo era llegar a ser pintor consienten con gran esfuerzo su partida hacia Madrid. A los 14 años viaja por fin a la capital para ingresar en la Academia de Bellas Artes de San Fernando
Para el ingreso en la Academia se prepara dibujando y copiando estatuas en el Museo de Reproducciones Artísticas. Consigue entrar a la primera con la edad mínima de ingreso: 15 años.
Se matricula en óleo, encáustica, temple, grabado, acuarela, y escultura. Permanece en la escuela los cinco años oficiales más dos de profesorado equivalentes a la tesina de otras carreras de la época.
Fue compañero de carrera de Salvador Dalí con el que mantuvo una estrecha amistad y admiración recíproca.

### Formación académica
Sus profesores de pintura fueron Cecilio Plá y José Benedito, de dibujo José Moreno Carbonero y Julio Romero de Torres y de grabado el grabador Francisco Esteve Botey.
Entre los años 1924 y 1927 le son concedidas la beca de la Fundación Molina Higueras y dos pensiones en la Escuela de Pintores del Paular, y otras dos en la residencia de pintores de la Alhambra, ambas durante los meses de verano. 
Durante las exposiciones de fin de pensionado conoció a Federico García Lorca, Manuel de Falla y a Daniel Vázquez Díaz que elogió mucho su pintura. 
En 1930 la Junta para ampliación de Estudios e Investigaciones Científicas le concede una pensión para ir a París a la Academia de Dibujo. 
En 1932 concurre por primera vez a la Exposición Nacional y se le concede la Tercera medalla por su obra “Retrato”. En el mismo año presenta un aguafuerte en color en la Exposición Internacional de Venecia. 
En 1933 tras obtiene una plaza de profesor de dibujo en un instituto de Elche, pero al cabo de un año renuncia y vuelve a Madrid.
En 1934 en la Exposición Nacional se le concede la Segunda medalla a su cuadro “Maniquí chino” pintado en el Museo Arqueológico de Madrid.
En 1935 se le nombra encargado de curso de la Escuela de Artes y Oficios Artísticos de Madrid en la sección de Artes Gráficas.

### Guerra civil
Durante la guerra civil, como funcionario, ingresa en el Sindicato de la Enseñanza FETE y en la Asociación de Intelectuales Antifascistas que capitaneaba Rafael Alberti. Los artistas plásticos hacían rótulos y dibujos para el ejército. Por entonces se convino que los funcionarios del estado debían pertenecer a las milicias, por lo que pasó al Quinto Regimiento. Allí fue compañero de grandes poetas como el olvidado y admirado por él Antonio Aparicio (exilado) y Miguel Hernández. Durante estos años lleva a cabo una intensa obra gráfica. En 1937 participa en la Exposición Internacional de París en el Pabellón Español con un cuadro del fusilamiento de Federico García Lorca. Este cuadro, que fue expuesto años más tarde en el Centro de Arte Reina Sofía en la conmemoración de la Exposición de Paris, se encuentra en la actualidad en el Museo de Arte Moderno de Barcelona.
En 1943 la Real Academia de San Fernando le concede mediante concurso, la Beca del Conde de Cartagena. Ese mimo año, particia en una exposición colectiva en la Sala Vilches, junto con un conjunto de artistas jóvenes que destacaban por su modernidad y que habían estado presente en la exposición Nacional de ese año. Entre ellos se encontraban: Pedro Bueno, José Caballero, Francisco Lorente Roldán, Sofía Morales y Eduardo Vicente.

### Madurez
En 1946 su obra “Retrato” obtiene Primera medalla en el Salón de Otoño.En el año siguiente, 1947 en el  Concurso Nacional de Pintura se le concede el Segundo premio.
En 1948 obtiene el Primer premio de Pintura en el Concurso Nacional con su cuadro “Bañistas”.
En 1950 consigue la plaza de profesor de término de dibujo artístico de la Escuela de Artes y Oficios Artísticos de Madrid y también gana el Primer premio en el Concurso Nacional de la Unión Española de Explosivos por su cuadro “El Brujo”. En este año, también para la Unión Española de Explosivos pinta la mina de potasa de Cardona.
En 1951 su cuadro “Bailarina dormida“ adquirido después por una colección particular de México, obtiene el segundo puesto de la votación pública para el Premio Extraordinario de la Exposición Bienal Hispanoamericana.
En 1952 se le concede la Segunda medalla de grabado en la Exposición Nacional de Bellas Artes.
En 1954 tiene acceso a una  beca para hacer estudios de pedagogía de dibujo en Francia e Italia.
En 1955 obtiene el Primer premio en la Exposición de Bellas Artes de Linares.
En 1958 le es otorgado el Primer premio para el Concurso de los cartones de tapices para el Monumento Nacional a los Caídos en Cuelgamuros.
En 1962 es nombrado Director de la Escuela 7ª de Artes y Oficios Artísticos de Madrid. 
Fue un pintor completo es decir pintó todos los temas, ya sea paisajes, bodegones, figuras o retratos y con las técnicas más variadas, desde la acuarela al fresco.
Tuvo un estudio de pintor en la madrileña calle de Hortaleza, un ático con una luz y orientación a la que él supo sacar el máximo partido, y que fue la caja mágica de la que salieron todos sus bodegones y figuras pintados del natural.
Viajó a Galicia, Asturias, Cantabria y País Vasco, convirtiéndose en un enamorado de la cornisa cantábrica, para pintar los paisajes que exponía en los salones de otoño. En 1942 se casa en Llanes (Asturias) con Isabel Fernández-Pola, descendiente de una familia de intelectuales llaniscos.
Fue un gran retratista, encontrándose hoy en día buena parte de esta producción en colecciones privadas.
En 1968 con motivo del fin de las Exposiciones Nacionales y Salones de Otoño y de sus malas relaciones con la crítica española después de su artículo “Yo, pintor español” —una crítica feroz al momento pictórico de aquellos tiempos— decide no volver a exponer, ni a vender ningún cuadro en España.
La mayoría de sus cuadros son vendidos entonces en Estados Unidos. Sin embargo sigue pintando incansablemente hasta sus últimos días.
En 1975 deja la Escuela de Artes y Oficios debido a su jubilación.

## Exposiciones particulares
1943 Salón Cano 
1945 Sala Vilches 
1946 Salón Cano 
1949 Salón Dardo 
1949 Universidad de Oviedo 
1952 Salón Dardo 
1955 Salón Dardo 
1957 Sala Vilches 
1962 Salón Cano 
Se realiza un Nodo en su estudio sobre toda su obra.

## Exposiciones colectivas
1924 Palacio de Biblioteca y Museos, Pensionados en la Residencia del Paular
1925 Salón de Exposiciones del Museo de Arte Moderno, Paisajes y Figuras de los Pensionados en la Residencia del Paular y Asturias
1927 Ateneo de Granada, Exposición de Paisajes de los Pensionados en la Residencia de la Alhambra (Granada)
1932 Exposición Nacional, Medalla de Bronce
1933 Círculo de Bellas Artes, Exposición de Pintura y Escultura
1934 Exposición Nacional, “Maniquí chino” y “Mujeres peinándose”, Medalla de Plata
1942 Salón de Otoño, “Flora”
1943 Sala Vilches, Nuevos pintores modernos
1944 Salón de Otoño, “Niñas aldeanas”
1945 Exposición Nacional, “Melancólico Pierrot”
Museo Nacional de Arte Moderno, Floreros y Bodegones
Asociación de Pintores y Escultores, Retratos de niños
1946 Sala Macarrón, Exposición Colectiva
Asociación de Pintores y Escultores, “Retratos de Mujeres”
Salón Cano, Exposición de varios artistas
1947 Sala Kebos, Pinturas y dibujos libres
Asociación de Pintores y Escultores, “Composición de figuras”
Sala Greco, Temas taurinos
Concursos Nacionales, Segundo Premio (Encáustica)
1948 Ministerio de Agricultura, Pintura mural
Concursos Nacionales, Primer Premio
1949 Círculo de Bellas Artes, Exposición del Gran Premio Anual,
Exposición Nacional, “Pintor” , “Bailarina” y “La verdad”
1950 Unión Española de Explosivos, Gran Concurso, Primer premio
Exposición Nacional, “Fernandito y Maribel” y “Ángel músico”
1951 Marruecos y Colonias, Pinturas de África
Bienal Hispanoamericana de Arte, Madrid
1952 Agrupación Española de Artistas Grabadores, Goya y el Grabado Español en América
Sala Los Sótanos, Tres pintores